# Анастасакис, Михаил
Михаил Анастасакис (греч. Μιχάλης Αναστασάκης; род. 3 декабря 1994) — греческий метатель молота. Выступает за сборную Греции по лёгкой атлетике с 2011 года, победитель и призёр первенств национального значения, участник Олимпийских игр 2016 и 2020 годов.

## Биография
Михаил Анастасакис родился 3 декабря 1994 года.
Впервые заявил о себе в лёгкой атлетике на международном уровне в сезоне 2011 года, когда вошёл в состав греческой национальной сборной и выступил на юношеском мировом первенстве в Лилле, где в зачёте метания молота стал восьмым. Позже в том же сезоне показал восьмой результат на Европейском юношеском Олимпийском фестивале в Трабзоне.
В 2013 году в той же дисциплине был шестым на юниорском европейском первенстве в Риети, с результатом 62,60 занял 11-е место в Суперлиге командного чемпионата Европы в Гейтсхеде.
В 2015 году стал четвёртым на молодёжном европейском первенстве в Таллине (71,64), выиграл бронзовую медаль на балканском чемпионате в Питешти (71,74).
В 2016 году одержал победу на молодёжном чемпионате Средиземноморья (77,08), занял четвёртое место на чемпионате Европы в Амстердаме (75,89). Выполнив олимпийский квалификационный норматив (77,00), удостоился права защищать честь страны на летних Олимпийских играх в Рио-де-Жанейро — в программе метания молота на предварительном квалификационном этапе показал результат 71,28 метра и в финал не вышел.
После Олимпиады в Рио Анастасакис остался действующим спортсменом на ещё один олимпийский цикл и продолжил принимать участие в крупнейших международных стартах. Так, в 2017 году на соревнованиях в Никити он установил свой личный рекорд в метании молота — 77,72 метра. Помимо этого, был восьмым в Суперлиге командного чемпионата Европы в Лилле (67,68), стартовал на чемпионате мира в Лондоне (70,94).
В 2018 году получил серебро на балканском чемпионате в Стара-Загоре (74,93), стал девятым на чемпионате Европы в Берлине (73,33).
В 2019 году показал второй результат на Кубке Европы по метаниям в Шаморине (76,38) и на чемпионате Балкан в Правеце (75,32), третий результат в Суперлиге командного чемпионата Европы в Быдгоще (75,77), отметился выступлением на чемпионате мира в Дохе (75,07).